# Macrocentrus infirmus
Macrocentrus infirmus är en stekelart som först beskrevs av Christian Gottfried Daniel Nees von Esenbeck 1834.  Macrocentrus infirmus ingår i släktet Macrocentrus och familjen bracksteklar. Arten är reproducerande i Sverige. Inga underarter finns listade i Catalogue of Life.